# Statica comparata

In questo grafico, la statica comparata mostra un aumento della domanda provocata da un aumento di prezzo e quantità. Confronto di due stati di equilibrio, la statica comparata non descrive "come gli aumenti effettivamente si verifichino".

In economia, con statica comparata si intende "lo studio del modo in cui una variabile economica reagisce a cambiamenti del suo ambiente. [...] Il termine comparata si riferisce al fatto che si confronta una situazione "prima" e "dopo". Il termine statica si riferisce al fatto che il confronto viene effettuato una volta che tutti gli aggiustamenti siano stati "portati a termine"; cioè si deve confrontare una situazione di equilibrio con un'altra". Questo strumento di analisi non si interessa, invece, né del movimento verso l'equilibrio, né del processo di cambiamento stesso.
"Il termine "statica comparata" non ha una particolare connotazione descrittiva ed è utilizzato solo dagli economisti. Un termine più appropriato [...] potrebbe essere analisi di sensitività [...] utilizzato anche in altre discipline".
La statica comparata è comunemente utilizzata nello studio dei cambiamenti dell'offerta e della domanda, quando si analizza un singolo mercato, e nello studio dei cambiamenti della politica monetaria o fiscale, quando si analizza l'intera economia. Il termine stesso statica comparata è più comunemente usato in relazione alla microeconomia (inclusa l'analisi dell'equilibrio economico generale) piuttosto che alla macroeconomia. Il concetto fu formalizzato da John R. Hicks (1939) e Paul A. Samuelson (1947) (Kehoe, 1987, p. 517), ma era noto graficamente almeno dagli anni '70 dell'800.